# 美心皇宮

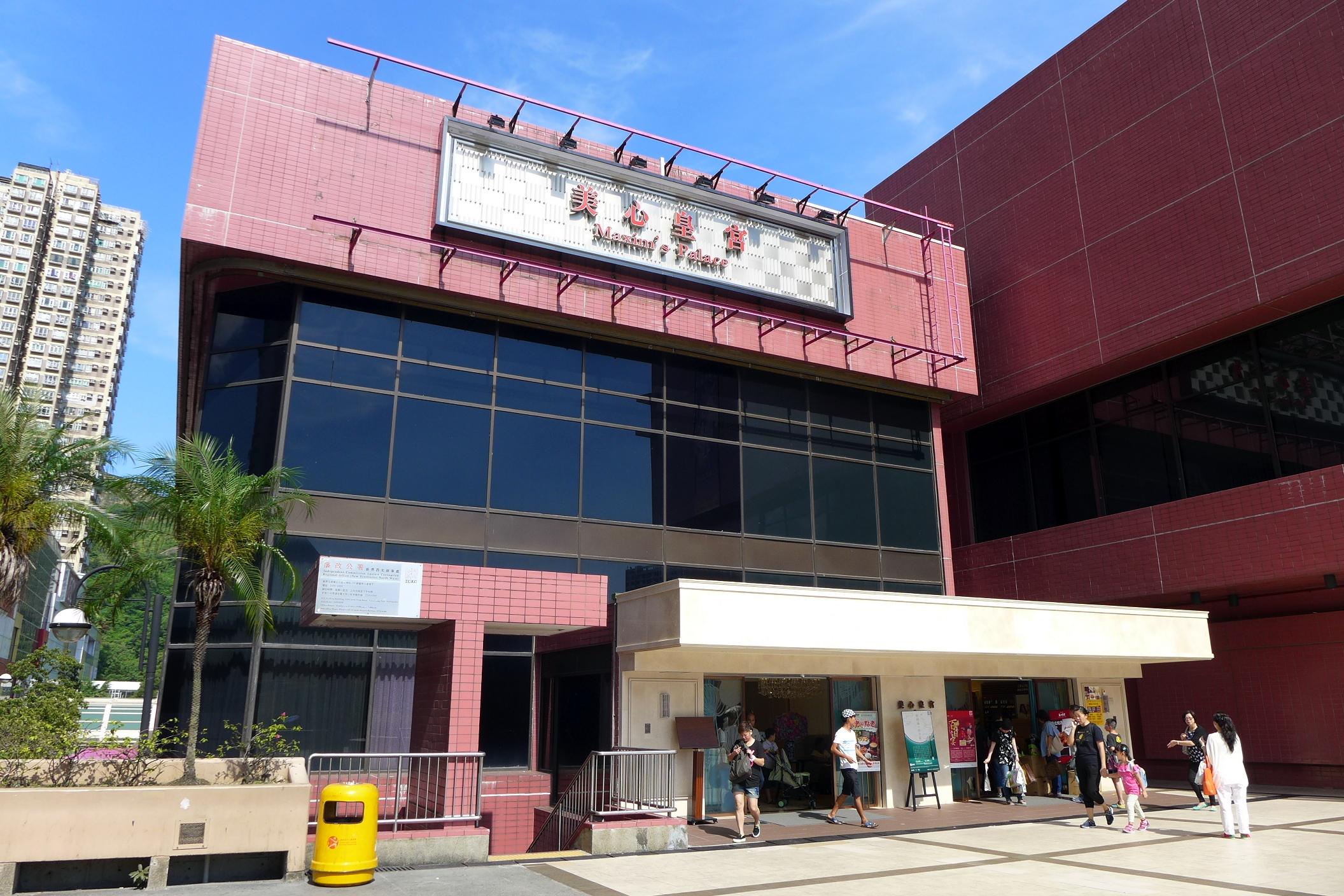
美心皇宮於屯門大會堂分店

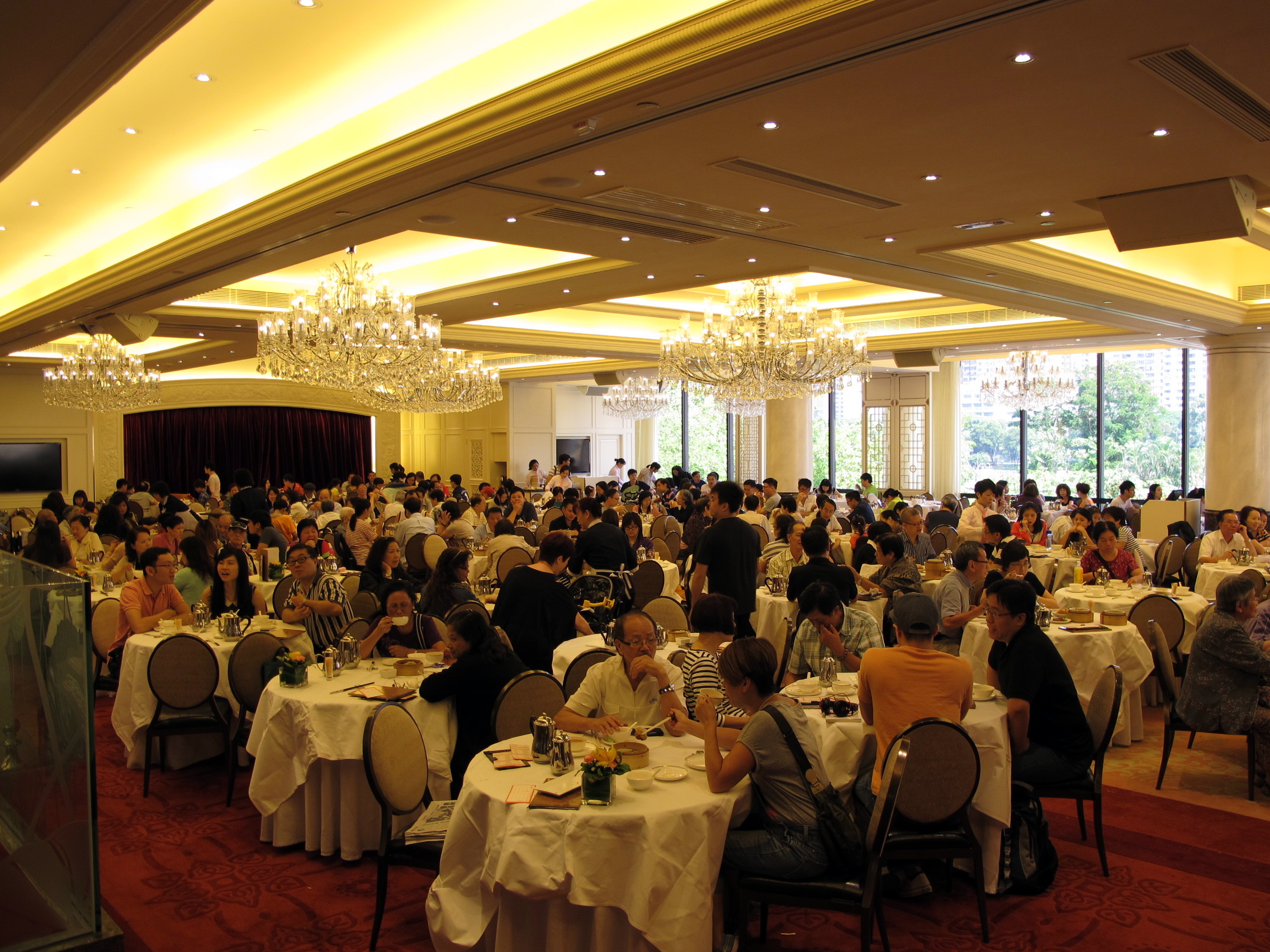
美心皇宮於沙田大會堂分店

美心皇宮（英語：Maxim's Palace Chinese Restaurant）（1979年至今），原稱「美心皇宮大酒樓」，為美心食品有限公司旗下品牌的粵菜酒家，現時香港有6間分店。除提供早、午茶市及晚飯小菜外，還以豪華裝修吸納婚宴市場。在2004年縮短名稱為「美心皇宮」。
過往冠以「美心皇宮」的酒樓，多為面積大且地點便利，可作大型婚宴或筵席為標準，可容納五十至百多席。1979年，銅鑼灣世貿中心（前稱「銅鑼灣會議中心」）的碧麗宮戲院（Palace Theatre）開業，為當時設施最豪華的戲院，戲院入口設於二樓，受惠於當時世貿中心為置地物業，一樓開設了第一間「美心皇宮大酒樓」，其皇宮一字，可見與碧麗宮英文名字相配，亦與鄰近皇室大廈同樣為美心開設的「溫莎皇宮大酒樓」為當時著名大型酒樓。
但隨時代演變，很少新人會筵開數十席，故市場較少需要大型酒樓場地，美心在二千年代後將部份美心大酒樓翻新成「美心皇宮」，設有大禮堂外，亦留有散座小菜廳位置。

## 分店

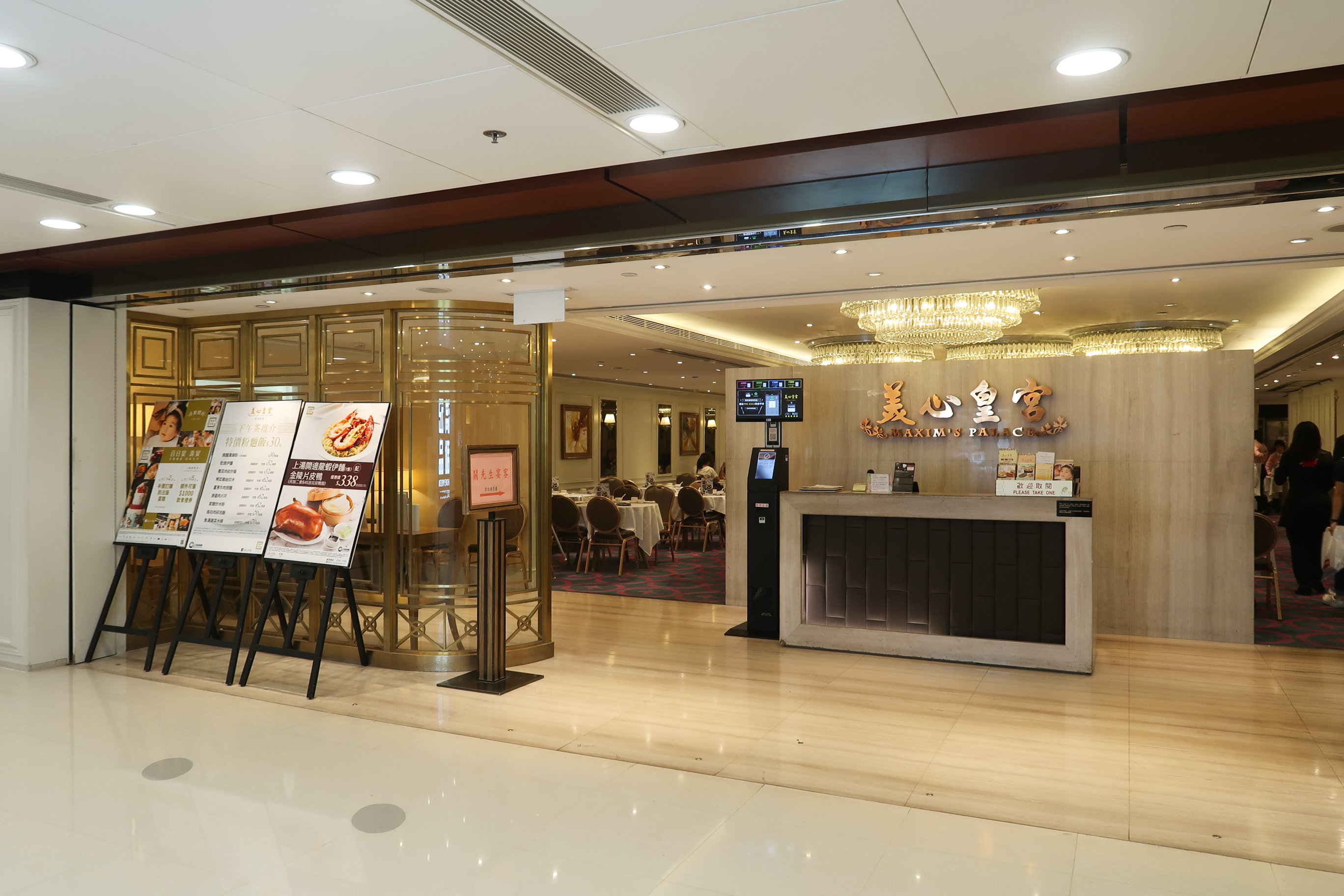
美心皇宮九龍灣德福廣場分店

### 香港
- 中區香港大會堂低座（可筵開50席）
  - 1979年，美心接手該位置，前一經營者為嘉頓，當時只名為「大會堂酒樓」。2002年，香港大會堂40周年，並作全面翻新，改稱「大會堂美心皇宮」。2009年9月，再作裝修後重新營業。
- 上環信德中心（可筵開88席）
  - 2011年1月開業。

### 九龍
- 九龍灣德福廣場（可筵開58席）
  - 美心大酒樓原設於德福廣場，但受商場翻新影響，2007年3月遷至原惠康超級市場位置，改名「美心皇宮」，面積較舊舖小。2008年7月，將同為美心經營的快餐鄰舖can．teen改為酒樓一部份。2013年1月重新裝修後，將原can．teen位置改為一風堂及丼丼屋食堂。

### 新界
- 荃灣綠楊坊（可筵開37席）
  - 綠楊新邨於八十年代落成，綠楊坊初時名為「綠楊新邨商場」，設有美心大酒樓，八十年代中末，商場戲院結業，改裝為潮江春。2007年商場作大型翻新，潮江春遷至美心大酒樓部分位置，而美心大酒樓遷至潮江春位置，改名為「美心皇宮」，2008年2月開業。由2014年5月尾至8月中，該店作裝修後重新營業。
- 沙田沙田大會堂
  - 2013年6月10日開幕，取代新城市廣場分店。
- 屯門屯門大會堂（可筵開28席）
  - 美心大酒樓初設於屯門市廣場，受商場翻新及投得大會堂酒樓位置。2007年2月遷至屯門大會堂，店內共佔兩層，並改名為「美心皇宮」，該位置前身為海霸燒鵝海鮮酒家。
  - 2013年11月4日起，進行為期半年的內部裝修，已於2014年8月1日重新開業。

## 已結業分店

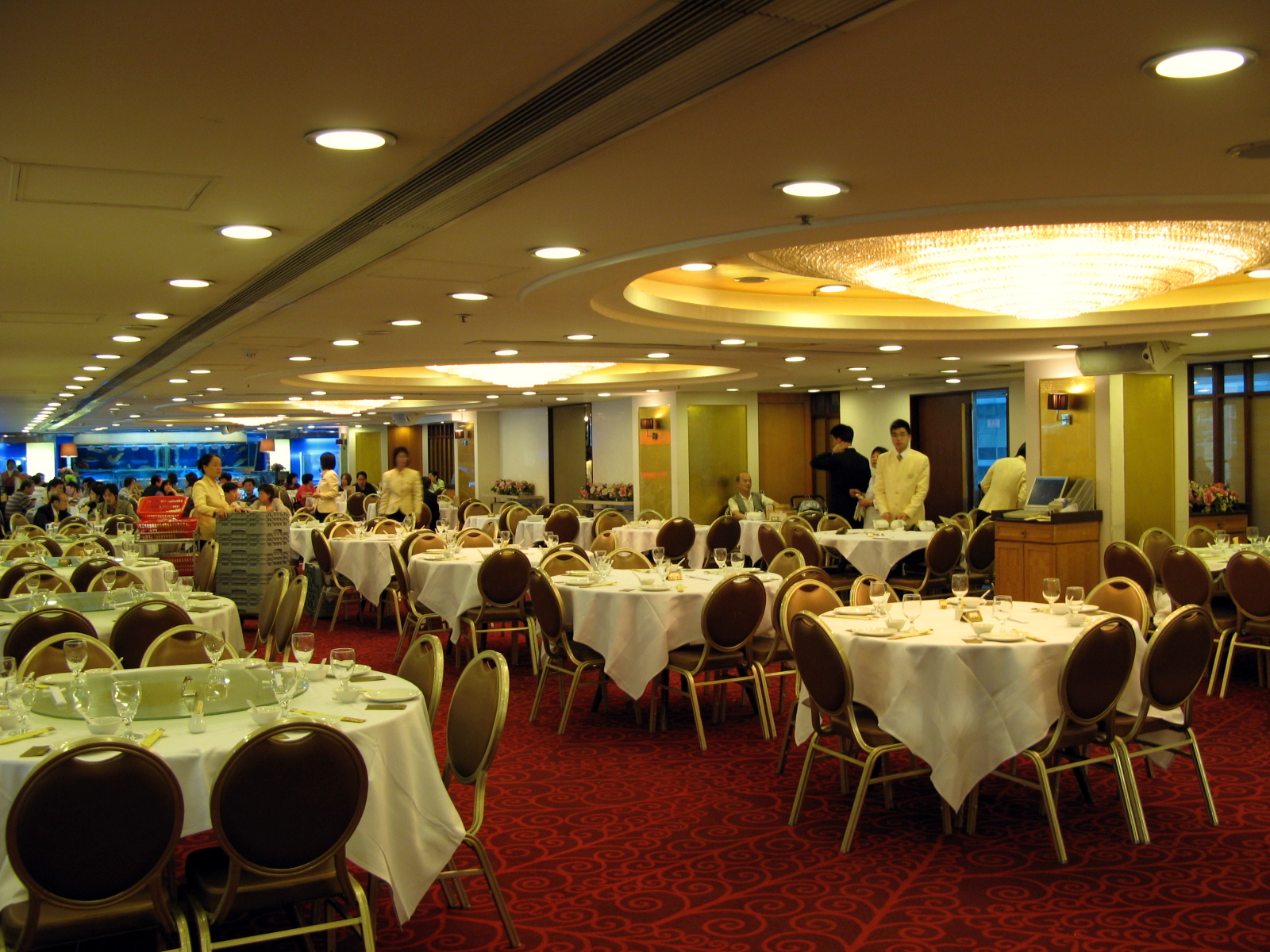
新城市廣場第一期美心皇宮

### 美心皇宮大酒樓
- 銅鑼灣 世貿中心（碧麗宮戲院）
  - 1979年開業。1992年，碧麗宮戲院與「美心皇宮大酒樓」同時結業，改為世貿中心商場。

### 美心皇宮
- 旺角 新世紀廣場（可筵開100席）
  - 1997年，新世紀廣場落成，「美心皇宮大酒樓」同時開業，佔8樓全層，曾於2003年翻新，增加大量水晶燈。2009年6月結業，縮小一半面積改為翠園，2010年1月開業。
- 馬鞍山 馬鞍山廣場（可筵開70席）
  - 原設於馬鞍山廣場的美心大酒樓於2005年中翻新，改名「美心皇宮」，並間出部份位置改為京川滬湘菜映山紅；2011年7月結業。
- 沙田新城市廣場第一期（可筵開95席）
  - 1996年，敦煌酒樓集團陷入財困，結束新城市廣場六樓酒樓位置，美心接手，開設「美心皇宮大酒樓」，面積龐大，可筵開過百一席。隨新城市廣場於2004年起進行翻新工程，「美心皇宮」於2004年9月17日遷至商場八樓，但面積減少。2013年6月起，分階段展開裝修，原址改為翠園、潮庭及川淮居。
- 葵芳新都會廣場
  - 1990代年中，美心大酒樓取代新都閣酒樓位置，於2005年中翻新為美心皇宮；2014年9月結業。
- 將軍澳 新都城
  - 2000年，新都城落成，「美心皇宮大酒樓」同時開業，佔樓L2大部份面積。於2009年結業，原址改為海王漁港，實惠，吉豚屋，CENTRO
- 大埔太和廣場（可筵開45席）
  - 2009年4月開業，原為美心大酒樓，受商場裝修停業一年後才開業，並減少面積。2015年3月結業。
- 鰂魚涌太古城中心二期（可筵開35席）
  - 2008年8月開業，該位置前身為海天皇宮大酒樓，亦接替同商場美心另一家結業的翠晶軒；2016年7月結業。12月，改為集美食及生活品味於一身的美食廣場Treats。

### 溫莎皇宮大酒樓
- 銅鑼灣 皇室堡（皇室大廈）
  - 2000年結業。

## 事件
- 2014年4月30日，食客梁先生在太古城美心皇宮晚饍時，發現所叫的「啫啫通菜煲」中有1隻蟑螂，當時職員提出送甜品補償，遭梁先生拒絕，並拍照存證，及後職員亦無收取出事菜品的78元費用；梁先生其後致電政府熱線投訴揭發事件。[1]
- 2014年5月，有人向食環署投訴，上環信德中心的美心皇宮分店廚房內，有6至7隻蟑螂被發現分佈於雪櫃、魚缸及門框多處。美心食品公司於同年10月22日承認一項控罪，被判罰款3000元。[2]

## 外部連結
- 美心中菜 （页面存档备份，存于）